# Panciu
La ciutat de Panciu (pronunciat en romanès: [ˈPant͡ʃju]) al comtat de Vrancea, a Romania, es troba al riu Şuşiţa, a la part sud de Moldàvia occidental, 30 km (19 mi) nord-oest de Focșani. Té una població aproximada de 7.600 habitants. Administra cinc pobles: Crucea de Jos, Crucea de Sus, Dumbrava, Neicu i Satu Nou.
La ciutat es troba a la part central-est del comtat, a la vora del riu Șușița. La regió és famosa pels seus vins blancs però també pels seus escumosos (blancs, negres i rosats).
L'escriptor Ioan Slavici va morir a Panciu el 1926 i va ser enterrat a l'ermita del Brazi Monastery.

## Fills il·lustres
- Stelian Isac
- Dan Nica